# Bobby Digital in Stereo
Albums de RZA
The RZA Hits
(1999)
Singles
1. B.O.B.B.Y.
Sortie : 1998

Bobby Digital in Stereo est le premier album studio de RZA (sous le nom de Bobby Digital), sorti le 24 novembre 1998.
L'album s'est classé 3e au Top R&B/Hip-Hop Albums et 16e au Billboard 200 et a été certifié disque d'or par la Recording Industry Association of America (RIAA) le 5 février 1999.

## Liste des titres
| No  | Titre                                                                                        | Contient un (des) sample(s) de                                           | Durée |
| --- | -------------------------------------------------------------------------------------------- | ------------------------------------------------------------------------ | ----- |
| 1.  | Intro                                                                                        |                                                                          | 0:37  |
| 2.  | B.O.B.B.Y.                                                                                   |                                                                          | 5:23  |
| 3.  | Unspoken Word                                                                                |                                                                          | 4:44  |
| 4.  | Slow-Grind African                                                                           |                                                                          | 1:02  |
| 5.  | Airwaves                                                                                     | Da Mystery of Chessboxin du Wu-Tang Clan                                 | 1:47  |
| 6.  | Love Jones (featuring Angel Cake)                                                            | Love Jones de Brighter Side of Darkness Star Children des Mighty Ryeders | 4:31  |
| 7.  | N.Y.C. Everything (featuring Method Man)                                                     |                                                                          | 4:17  |
| 8.  | Mantis (featuring Masta Killa et Tekitha)                                                    |                                                                          | 3:33  |
| 9.  | Slow-Grind French                                                                            |                                                                          | 0:53  |
| 10. | Holocaust (Silkworm) (featuring Holocaust, Doc Doom, Ghostface Killah et Ms. Roxy)           |                                                                          | 5:14  |
| 11. | Terrorist (featuring Dom Pachino, Doc Doom et Killa Sin)                                     |                                                                          | 3:25  |
| 12. | Bobby Did It (Spanish Fly) (featuring Islord, Timbo King, Ghostface Killah et Jamie Sommers) |                                                                          | 4:22  |
| 13. | Handwriting on the Wall (featuring Ras Kass)                                                 |                                                                          | 1:39  |
| 14. | Kiss of a Black Widow (featuring Ol' Dirty Bastard et Inspectah Deck)                        | Over de Portishead                                                       | 2:47  |
| 15. | Slow-Grind Italian                                                                           |                                                                          | 1:01  |
| 16. | My Lovin' Is Digi (featuring The Force M.D.s et Ms. Roxy)                                    | I'm Glad You're Mine d'Al Green It Ain't Easy de Syl Johnson             | 4:26  |
| 17. | Domestic Violence (featuring Jamie Sommers et U-God)                                         |                                                                          | 5:18  |
| 18. | Project Talk (featuring Kinetic 9)                                                           |                                                                          | 1:51  |
| 19. | Lab Drunk                                                                                    |                                                                          | 3:34  |
| 20. | Fuck What You Think (featuring Islord et 9th Prince)                                         |                                                                          | 3:10  |
| 21. | Daily Routine (featuring Kinetic 9)                                                          |                                                                          | 4:23  |

| 22. | Do You Hear the Bells? | 11:19 |